# مدیریت سیاره

مرزهای سیاره‌ای طبق نظر راکستروم و همکاران 2009 و استفن و همکاران 2015 مناطق سبز نشان‌دهنده فعالیت‌های انسانی است که در حاشیه امن قرار دارند، مناطق زرد نشان‌دهنده فعالیت‌های انسانی است که ممکن است از حاشیه امن فراتر رفته یا نرفته باشد، مناطق قرمز نشان‌دهنده فعالیت‌های انسانی است که از حاشیه امن فراتر رفته‌اند، و مناطق خاکستری با علامت سؤال قرمز نشان‌دهنده انسان است. فعالیت‌هایی که هنوز حاشیه امن برای آنها مشخص نشده‌است.

مدیریت سیاره (به انگلیسی: Planetary management)، مدیریت عمدی در مقیاس جهانی برای فرایندها و چرخههای زیست‌شناختی، شیمیایی و فیزیکی زمین (آب، کربن، نیتروژن، گوگرد، فسفر و غیره) است. مدیریت سیاره همچنین شامل مدیریت تأثیر بشر بر فرآیندهای در مقیاس سیاره است. هدف مدیریت مؤثر سیاره‌ای جلوگیری از بی‌ثباتی آب‌وهوای زمین، حفاظت از تنوع زیستی و حفظ یا بهبود رفاه انسان است. به‌طور خاص، هدف آن سود رساندن به جامعه و اقتصاد جهانی و حفاظت از خدمات بوم‌سازگان است که بشریت به آن وابسته است - آب و هوای جهانی، تأمین آب شیرین، غذا، انرژی، هوای پاک، خاک حاصلخیز، گرده‌افشان و غیره.